# Kessel von Lille
Schlacht um die Niederlande

Maastricht – Mill – Den Haag – Rotterdam – Zeeland – Grebbeberg – Afsluitdijk – Bombardierung von Rotterdam
Invasion von Luxemburg

Schusterlinie
Schlacht um Belgien

Fort Eben-Emael – K-W-Linie – Dyle-Plan – Hannut – Gembloux – Lys
Schlacht um Frankreich

Ardennen – Sedan – Maginot-Linie – Weygand-Linie – Arras – Boulogne – Calais – Dünkirchen (Dynamo – Wormhout) – Abbeville – Lille – Paula – Fall Rot – Aisne – Westalpen – Cycle – Saumur – Lagarde – Aerial – Fall Braun
Im Kessel von Lille (französisch: Poche de Lille) hielten französische Streitkräfte vom 28. Mai bis zum 31. Mai 1940 der Umfassung durch Einheiten der Wehrmacht unter dem Kommando von General der Infanterie Alfred Wäger während der Schlacht um Frankreich stand.
Die Verteidigung der Stadt und der Umgebung (Loos, Seclin und Haubourdin) durch die von Jean-Baptiste Molinié geführten Kräfte erfolgte, während die wesentlichen Teile der British Expeditionary Force (BEF) in Dünkirchen evakuiert wurden und die Alliierten Boulogne-sur-Mer und Calais verteidigten.

## Beteiligte Truppen

### Frankreich
- 1re division marocaine (General Mellier)
- 2e division d’infanterie nord-africaine (2e DINA) (General Dame)
- 4e division d’infanterie (General Musse)
- 5e division d’infanterie nord-africaine (5e DINA; Teile) (General Mesny)[1]
- 1re division d’infanterie motorisée (General Jenoudet)
- 15e division d’infanterie motorisée (nur ein Teil) (General Juin)
- 25e division d’infanterie motorisée (Teile) (General Molinié)
- 32e division d’infanterie
- 38e division d’infanterie (geringe Teile)
- 101e division d’infanterie de forteresse
- Infanteriegruppe General Jenoudet (8 Bataillone und eine Batterie schwere Artillerie)
- Aufklärungsgruppe Oberst Tardu (2 Aufklärungsabteilungen, 3 Bataillone Infanterie, 2 Pionierbataillone)
- einige weitere selbstständig operierende Einheiten bis Bataillonsebene
- einige versprengte Truppen, darunter Fremdenlegionäre und Briten

### Deutsches Reich
XI. Armeekorps (Generalleutnant Joachim von Kortzfleisch)
- 7. Infanterie-Division (Generalleutnant von Gablenz)

XXVII. Armeekorps (General der Infanterie Alfred Wäger)
- 253. Infanterie-Division (Generalleutnant Kühne)
- 217. Infanterie-Division (Generalleutnant Baltzer)
- 267. Infanterie-Division (General Feßmann)

XV. Armeekorps (mot.) (General der Infanterie Hermann Hoth)
- 4. Panzer-Division (Generalleutnant Stever)
- 5. Panzer-Division (Generalleutnant von Hartlieb-Walsporn / General Lemelsen; Kommandowechsel 29. Mai 1940)
- 7. Panzer-Division (Generalmajor Rommel)

## Verlauf der Kampfhandlungen

Lageentwicklung
21. Mai bis 4. Juni 1940

Die für die Verteidigung von Lille zusammengezogenen französischen Verbände unter dem Befehl von General Molinié nahmen mit Hauptquartier in Haubourdin wie folgt Stellung:
- 15e division d’infanterie motorisée am Faubourg des Postes, südlichen Eingang zur Stadt,
- 1re division d’infanterie motorisée in Loos, südwestliche Flanke der Stadt,
- 2e division d’infanterie nord-africaine östlich von Haubourdin,
- 5e division d’infanterie nord-africaine westlich von Haubourdin,
- 1re division marocaine bei Lambersart.

Der Kommandeur der 253. Infanteriedivision, Generalleutnant Kühne, fiel am Nachmittag des 28. Mai bei Faubourg des Postes einer französischen Patrouille in die Hände. Mit seiner Gefangennahme erhielten den Franzosen Kenntnis von den Angriffsplänen der Wehrmacht, die Kühne bei sich hatte.
Diese sahen vor, dass die drei deutschen Panzerdivisionen die Westseite, die 7. Infanterie-Division den Norden, die 253. den Nordosten, die 217. den Südosten und die 267. den Süden angreifen sollten. General Molinié ließ seinen Stab daraufhin den Plan für einen Ausbruch aus der Umklammerung entwerfen.
Der deutsche Angriff führte zu verlustreichen Kämpfen rund um die Stadt, in deren Verlauf die Verteidiger immer wieder zu Gegenangriffen antraten, sich letztlich jedoch in Richtung auf die zentrale Zitadelle zurückziehen mussten. Lediglich einer kleineren Einheit gelang der Ausbruch aus der Stadt; sie erreichte am 4. Juni die französischen Stellungen weiter südlich am Crozat-Kanal.
Als die Munition der Franzosen erschöpft war und Hunderte von zivilen und militärischen Toten und Verletzten zu verzeichnen waren, musste der Widerstand am 31. Mai eingestellt werden. General Molinié verhandelte bis Mitternacht über eine ehrenvolle Kapitulation der Verteidiger von Lille und seinen Vorstädten. In Anerkennung der Tapferkeit der Verteidiger gewährte General Wäger ihnen tags darauf, bevor sie sich in deutsche Gefangenschaft begaben, eine letzte Parade in voller Bewaffnung über den Grand Place, während die deutschen Soldaten den französischen salutierten. Als Hitler am 2. Juni bei seiner Ankunft in Cambrai davon erfuhr, war er außer sich vor Wut und ließ Wäger maßregeln.

## Folgen
General Wäger wurde am 2. Juni entlassen, da Hitler ihm vorwarf, den Vormarsch der Wehrmacht auf Dünkirchen verzögert zu haben.
Winston Churchill würdigte in seinen Memoiren, dass die Verteidiger von Lille der Operation Dynamo fünf Tage Aufschub gewährt hätten:

“These Frenchmen, under the gallant leadership of general Molinié, had for four critical days contained no less than seven German divisions which otherwise could have joined in the assaults on the Dunkirk perimeter. This was a splendid contribution to the escape of their more fortunate comrades of the BEF.”

„Diese Franzosen, unter der tapferen Führung von General Molinié, hielten vier kritische Tage lang nicht weniger als sieben deutsche Divisionen zurück, die sich andernfalls an den Angriffen auf Dünkirchen hätten beteiligen können. Dies war ein großartiger Beitrag zur Rettung ihrer glücklicheren Kameraden der BEF.“